# Большие Леса
Большие Леса — деревня в Боровичском муниципальном районе Новгородской области, входит в Прогресское сельское поселение.

## География
Деревня расположена в центральной части района, западнее автодороги Боровичи — Хвойная.

## История
О древнем заселении здешних мест свидетельствуют памятники археологии VIII—X вв.: пять сопок расположенных в 200 м к юго-западу от Больших Лесов, на правом берегу реки Сороды, и четыре сопки в 700 м южнее деревни, а также культовый камень в 500 м южнее деревни.
В Боровичском уезде Новгородской губернии в 1911 году деревня Большие Леса находилась на территории Волокской (Волоцкой) волости, число жителей тогда было — 293, дворов — 60, деревня тогда находилась на земле Лесовского сельского общества, в деревне тогда были: 2 часовни, земская школа, хлебозапасный магазин и мелочная лавка. Население деревни Леса Большие по переписи населения 1926 года — 247 человек. Затем, с августа 1927 года, деревня Леса Большие — центр Большелесовский сельсовета новообразованного Боровичского района новообразованного Боровичского округа в составе переименованной из Северо-Западной в Ленинградскую области. По постановлению ЦИК и СНК СССР от 23 июля 1930 года Боровичский округ был упразднён, а район перешёл в прямое подчинение Леноблисполкому. Население деревни Леса Большие в 1940 году было 213 человек. Указом Президиума Верховного Совета СССР от 5 июля 1944 года была образована Новгородская область и Боровичский район вошёл в её состав.
Решением Новгородского облисполкома № 359 от 8 июня 1954 года был образован Спасский сельсовет Боровичского района, с центром в деревне Спасское, из упразднённых Белавинского, Большелесовского и Быковского сельсоветов.
Решением Новгородского облисполкома № 857 от 30 декабря 1956 года был вновь воссоздан Большелесовский сельсовет и деревня Большие Леса вновь его центр.
Во время неудавшейся всесоюзной реформы по делению на сельские и промышленные районы и парторганизации, в соответствии с решениями ноябрьского (1962 года) пленума ЦК КПСС «о перестройке партийного руководства народным хозяйством» с 10 декабря 1962 года и сельсовет и деревня вошли в крупный Боровичский сельский район, а 1 февраля 1963 года административный Боровичский район был упразднён. Пленум ЦК КПСС, состоявшийся 16 ноября 1964 года, восстановил прежний принцип партийного руководства народным хозяйством, после чего Указом Верховного Совета РСФСР от 12 января 1965 года сельские районы были преобразованы вновь в административные районы и решением Новгородского облисполкома от 12 января 1965 года и Большелесовский сельсовет и деревня Большие Леса вновь в Боровичском районе. Решением Новгородского облисполкома № 187 от 5 мая 1978 года Большелесовский сельсовет был преобразован в Прогресский, с центром в посёлке Прогресс.
После прекращения деятельности Прогресского сельского Совета в начале 1990-х стала действовать Администрация Прогресского сельсовета, которая была упразднена с 1 января 2006 года на основании постановления Администрации города Боровичи и Боровичского района от 18 октября 2005 года и деревня Большие Леса, по результатам муниципальной реформы входила в состав муниципального образования — Прогресское сельское поселение Боровичского муниципального района (местное самоуправление), по административно-территориальному устройству была подчинена администрации Прогресского сельского поселения Боровичского района.

## Население
| 2000 | 2001 | 2002 | 2003 | 2004 | 2005 | 2006 |
| ---- | ---- | ---- | ---- | ---- | ---- | ---- |
| 18   | ↘17  | →17  | ↘12  | →12  | →12  | ↘10  |
| 2007 | 2008 | 2009 | 2010 |      |      |      |
| →10  | ↗12  | →12  | ↗17  |      |      |      |

### Национальный состав
По переписи населения 2002 года, в деревне Большие Леса проживали 19 человек (100 % русские)